# Borville
Borville ist eine französische Gemeinde mit 86 Einwohnern (Stand 1. Januar 2022) im Département Meurthe-et-Moselle in der Region Grand Est (vor 2016 Lothringen). Sie gehört zum Arrondissement Lunéville und zum Kanton Lunéville-2.

## Geografie
Die Gemeinde liegt etwa 31 Kilometer südöstlich von Nancy im Süden des Départements Meurthe-et-Moselle. Nachbargemeinden sind Clayeures im Norden, Rozelieures im Osten und Südosten, Saint-Rémy-aux-Bois im Süden, Loromontzey im Südwesten und Westen sowie Froville im Nordwesten.

## Geschichte
Der Ort wurde 1114 unter dem Namen Borvilla erstmals in einem Dokument erwähnt. Borville gehörte historisch zur Vogtei (Bailliage) Châtel und somit zum Herzogtum Lothringen, das 1766 an Frankreich fiel. Bis zur Französischen Revolution lag die Gemeinde dann im Grand-gouvernement de Lorraine-et-Barrois. Von 1793 bis 1801 war die Gemeinde dem Distrikt Lunéville zugeteilt. Borville war von 1793 bis 2015 Teil des Kantons Bayon und liegt seit 2015 innerhalb des Kantons Lunéville-2. Seit 1801 ist Borville zudem dem Arrondissement Lunéville zugeordnet. Die Gemeinde lag bis 1871 im alten Département Meurt(h)e. Seither bildet sie einen Teil des Départements Meurthe-et-Moselle. Im Dreißigjährigen Krieg wurde die Gemeinde fast völlig zerstört. Im Jahr 1644 gab es nur noch zwei Haushaltungen.

## Bevölkerungsentwicklung
| Jahr                       | 1962 | 1968 | 1975 | 1982 | 1990 | 1999 | 2007 | 2019 |
| Einwohner                  | 100  | 99   | 87   | 75   | 82   | 75   | 98   | 89   |
| Quellen: Cassini und INSEE |      |      |      |      |      |      |      |      |

## Verkehr
Borville liegt unweit bedeutender Verkehrswege. Der Schienenverkehr auf der Bahnstrecke Blainville-Damelevières–Lure ist nur wenige Kilometer entfernt. Die nächstgelegene Haltestelle ist in Charmes. Die E23 führt wenige Kilometer westlich und südwestlich der Gemeinde vorbei. Der nächstgelegene Anschluss ist in Charmes. Für den regionalen Verkehr sind die D22 und die D133 wichtig, die durch die Gemeinde führen.

## Sehenswürdigkeiten
- Dorfkirche Saint-Maurice aus dem 19. Jahrhundert; mit sehenswerten Kultgegenständen
- Wegkreuz am Chemin de l’Echo
- Lavoir (Waschhaus)
- Gedenkplatte für die Gefallenen[1]

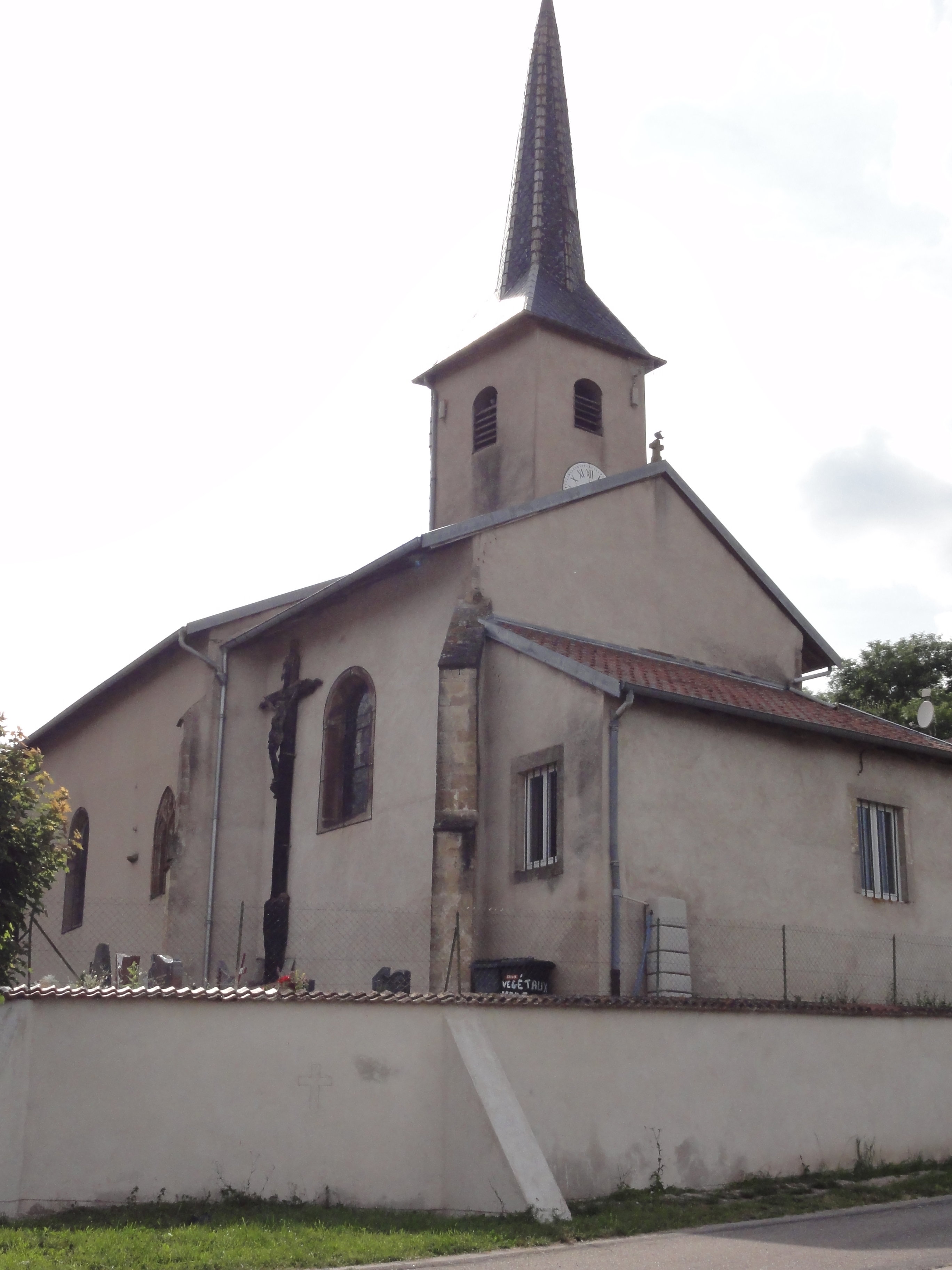
Dorfkirche Saint-Maurice
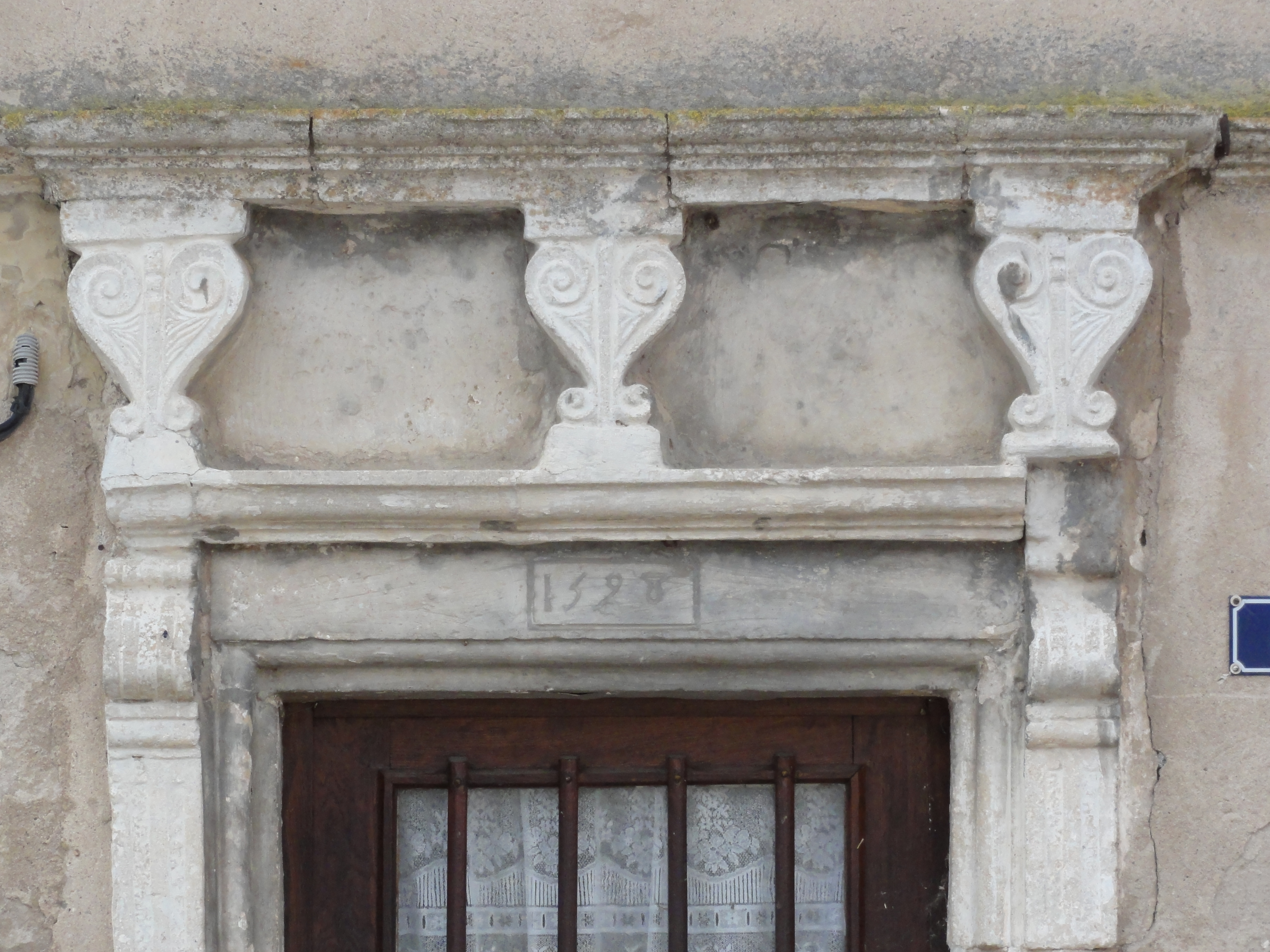
Teil eines Hausportals
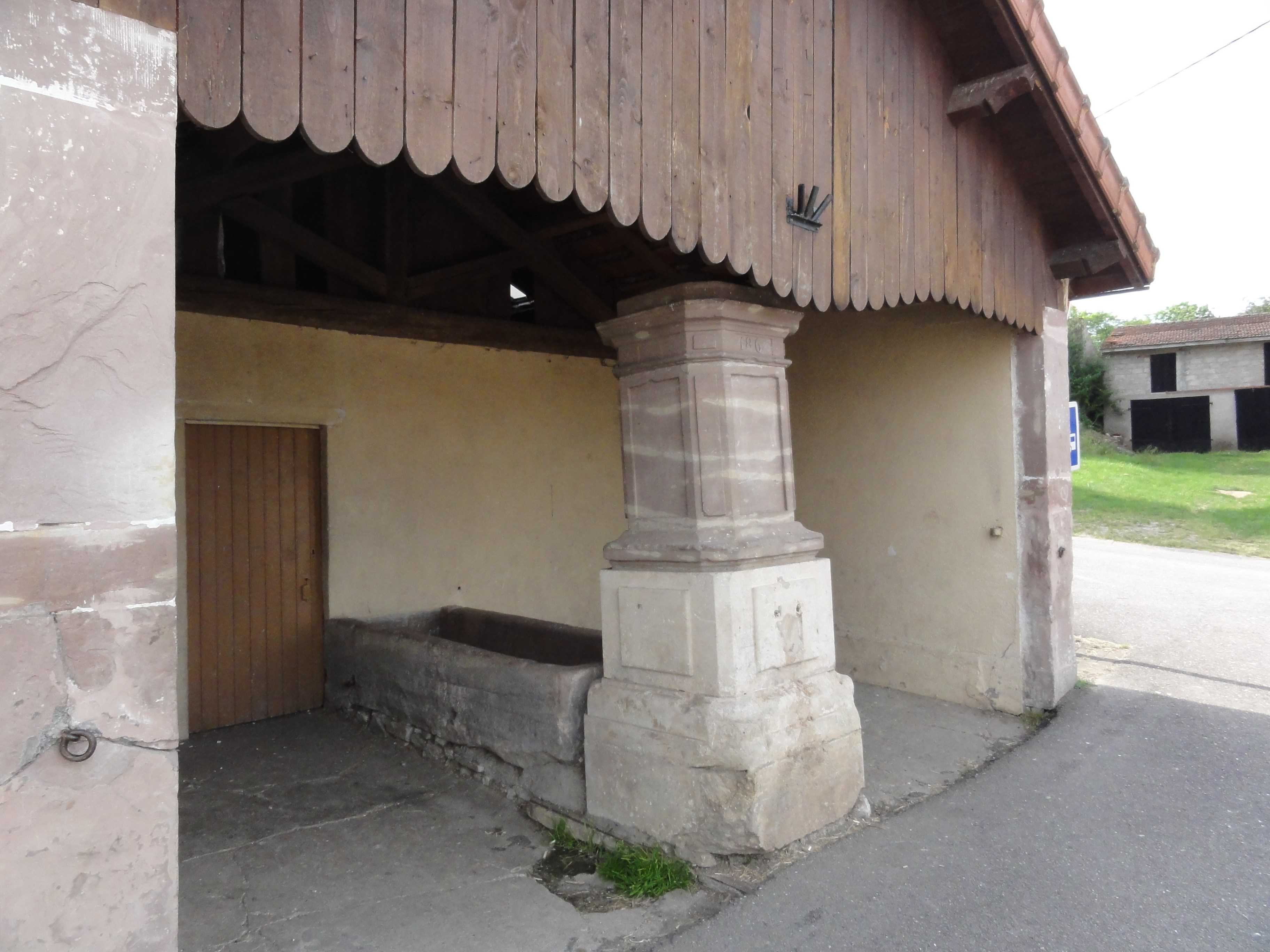
Lavoir